# Golden Globe per la migliore attrice non protagonista
Il Golden Globe per la migliore attrice non protagonista viene assegnato alla miglior attrice non protagonista dalla HFPA (Hollywood Foreign Press Association).

## Vincitrici e candidate
L'elenco mostra la vincitrice di ogni anno, seguito dalle attrici che hanno ricevuto una candidatura. Per ogni attrice viene indicato il film che le ha valso la candidatura (titolo italiano e titolo originale tra parentesi).

### 1940
- 1944
  - Katina Paxinou - Per chi suona la campana (For Whom the Bell Tolls)
- 1945
  - Agnes Moorehead - La signora Parkington (Mrs Parkington)
- 1946
  - Angela Lansbury - Il ritratto di Dorian Gray (The Picture of Dorian Gray)
- 1947
  - Anne Baxter - Il filo del rasoio (The Razor's Edge)
- 1948
  - Celeste Holm - Barriera invisibile (Gentleman's Agreement)
- 1949
  - Ellen Corby - Mamma ti ricordo (I Remember Mama)

### 1950
- 1950
  - Mercedes McCambridge - Tutti gli uomini del re (All the King's Men)
  - Miriam Hopkins - L'ereditiera (The Heiress)
- 1951
  - Josephine Hull - Harvey
  - Judy Holliday - La costola di Adamo (Adam's Rib)
  - Thelma Ritter - Eva contro Eva (All about Eve)
- 1952
  - Kim Hunter - Un tram chiamato desiderio (A Streetcar Named Desire)
  - Lee Grant - Pietà per i giusti (Detective Story)
  - Thelma Ritter - La madre dello sposo (The Mating Season)
- 1953
  - Katy Jurado - Mezzogiorno di fuoco (High Noon)
  - Gloria Grahame - Il bruto e la bella (The Bad and the Beautiful)
  - Mildred Dunnock - Viva Zapata!
- 1954
  - Grace Kelly - Mogambo
- 1955
  - Jan Sterling - Prigionieri del cielo (The High and the Mighty)
- 1956
  - Marisa Pavan - La rosa tatuata (The Rose Tattoo)
- 1957
  - Eileen Heckart - Il giglio nero (The Bad Seed)
  - Mildred Dunnock - Baby Doll - La bambola viva (Baby Doll)
  - Patty McCormack - Il giglio nero (The Bad Seed)
  - Marjorie Main - La legge del Signore (Friendly Persuasion)
  - Dorothy Malone - Come le foglie al vento (Written on the Wind)
- 1958
  - Elsa Lanchester - Testimone d'accusa (Witness for the Prosecution)
  - Mildred Dunnock - I peccatori di Peyton (Peyton Place)
  - Hope Lange - I peccatori di Peyton (Peyton Place)
  - Miyoshi Umeki - Sayonara
  - Heather Sears - La storia di Esther Costello (The Story of Esther Costello)
- 1959
  - Hermione Gingold - Gigi
  - Peggy Cass - La signora mia zia (Auntie Mame)
  - Cara Williams - La parete di fango (The Defiant Ones)
  - Maureen Stapleton - Non desiderare la donna d'altri (Lonelyhearts)
  - Wendy Hiller - Tavole separate (Separate Tables)

### 1960
- 1960
  - Susan Kohner - Lo specchio della vita (Imitation of Life)
  - Shelley Winters - Il diario di Anna Frank (The Diary of Anne Frank)
  - Juanita Moore - Lo specchio della vita (Imitation of Life)
  - Edith Evans - La storia di una monaca (The Nun's Story)
  - Estelle Hemsley - L'orma del gigante (Take a Giant Step)
- 1961
  - Janet Leigh - Psyco (Psycho)
  - Shirley Knight - Il buio in cima alle scale (The Dark at the Top of the Stairs)
  - Shirley Jones - Il figlio di Giuda (Elmer Gantry)
  - Ina Balin - Dalla terrazza (From the Terrace)
  - Mary Ure - Figli e amanti (Sons and Lovers)
- 1962
  - Rita Moreno - West Side Story
  - Fay Bainter - Quelle due (The Children's Hour)
  - Judy Garland - Vincitori e vinti (Judgment at Nuremberg)
  - Pamela Tiffin - Uno, due, tre! (One, Two, Three)
  - Lotte Lenya - La primavera romana della signora Stone (The Roman Spring of Mrs. Stone)
- 1963
  - Angela Lansbury - Va' e uccidi (The Manchurian Candidate)
  - Martha Raye - La ragazza più bella del mondo (Billy Rose's Jumbo)
  - Susan Kohner - Freud - Passioni segrete (Freud)
  - Jessica Tandy - Le avventure di un giovane (Hemingway's Adventures of a Young Man)
  - Kay Stevens - La pelle che scotta (The Interns)
  - Patty Duke - Anna dei miracoli (The Miracle Worker)
  - Hermione Gingold - Capobanda (The Music Man)
  - Tarita - Gli ammutinati del Bounty (Mutiny on the Bounty)
  - Gabriella Pallotta - Pranzo di Pasqua (The Pigeon That Took Rome)
  - Shirley Knight - La dolce ala della giovinezza (Sweet Bird of Youth)
- 1964
  - Margaret Rutherford - International Hotel (The V.I.P.s)
  - Linda Marsh - Il ribelle dell'Anatolia (America, America)
  - Liselotte Pulver - I guai di papà (A Global Affair)
  - Patricia Neal - Hud il selvaggio (Hud)
  - Lilia Skala - I gigli del campo (Lilies of the Field)
  - Diane Baker - Intrigo a Stoccolma (The Prize)
  - Joan Greenwood - Tom Jones
  - Wendy Hiller - La porta dei sogni (Toys in the Attic)
- 1965
  - Agnes Moorehead - Piano... piano, dolce Carlotta (Hush... Hush, Sweet Charlotte
  - Lila Kedrova - Zorba il greco (Alexis Zorbas)
  - Ann Sothern - L'amaro sapore del potere (The Best Man)
  - Elizabeth Ashley - L'uomo che non sapeva amare (The Carpetbaggers)
  - Grayson Hall - La notte dell'iguana (The Night of the Iguana)
- 1966
  - Ruth Gordon - Lo strano mondo di Daisy Clover (Inside Daisy Clover)
  - Thelma Ritter - Boeing Boeing (Boeing (707) Boeing (707))
  - Joan Blondell - Cincinnati Kid (The Cincinnati Kid)
  - Joyce Redman - Otello
  - Peggy Wood - Tutti insieme appassionatamente (The Sound of Music)
- 1967
  - Jocelyne LaGarde - Hawaii
  - Vivien Merchant - Alfie
  - Shelley Winters - Alfie
  - Sandy Dennis - Chi ha paura di Virginia Woolf? (Who's Afraid of Virginia Woolf?)
  - Geraldine Page - Buttati Bernardo! (You're a Big Boy Now)
- 1968
  - Carol Channing - Millie (Thoroughly Modern Millie)
  - Lillian Gish - I commedianti (The Comedians)
  - Prunella Ransome - Via dalla pazza folla (Far from the Madding Crowd)
  - Beah Richards - Indovina chi viene a cena? (Guess Who's Coming to Dinner)
  - Quentin Dean - La calda notte dell'ispettore Tibbs (In the Heat of the Night)
  - Lee Grant - La calda notte dell'ispettore Tibbs (In the Heat of the Night)
- 1969
  - Ruth Gordon - Rosemary's Baby - Nastro rosso a New York (Rosemary's Baby)
  - Barbara Hancock - Sulle ali dell'arcobaleno (Finian's Rainbow)
  - Abbey Lincoln - Un uomo per Ivy (For Love of Ivy)
  - Sondra Locke - L'urlo del silenzio (The Heart Is a Lonely Hunter)
  - Jane Merrow - Il leone d'inverno (The Lion in Winter)

### 1970
- 1970
  - Goldie Hawn - Fiore di cactus (Cactus Flower)
  - Siân Phillips - Goodbye, Mr. Chips
  - Marianne McAndrew - Hello, Dolly!
  - Brenda Vaccaro - Un uomo da marciapiede (Midnight Cowboy)
  - Susannah York - Non si uccidono così anche i cavalli? (They Shoot Horses, Don't They?)
- 1971
  - Maureen Stapleton - Airport
  - Karen Black - Cinque pezzi facili (Five Easy Pieces)
  - Tina Chen - Il re delle isole (The Hawaiians)
  - Lee Grant - Il padrone di casa (The Landlord)
  - Sally Kellerman - M*A*S*H
- 1972
  - Ann-Margret - Conoscenza carnale (Carnal Knowledge)
  - Diana Rigg - Anche i dottori ce l'hanno (The Hospital)
  - Ellen Burstyn - L'ultimo spettacolo (The Last Picture Show)
  - Cloris Leachman - L'ultimo spettacolo (The Last Picture Show)
  - Maureen Stapleton - Appartamento al Plaza (Plaza Suite)
- 1973
  - Shelley Winters - L'avventura del Poseidon (The Poseidon Adventure)
  - Marisa Berenson - Cabaret
  - Jeannie Berlin - Il rompicuori (The Heartbreak Kid)
  - Helena Kallianiotes - La bomba di Kansas City (Kansas City Bomber)
  - Geraldine Page - Un marito per Tillie (Pete 'n' Tillie)
- 1974
  - Linda Blair - L'esorcista (The Exorcist)
  - Kate Reid - Un equilibrio delicato (A Delicate Balance)
  - Valentina Cortese - Effetto notte (La nuit américaine)
  - Madeline Kahn - Paper Moon - Luna di carta (Paper Moon)
  - Sylvia Sidney - Summer Wishes, Winter Dreams
- 1975
  - Karen Black - Il grande Gatsby (The Great Gatsby)
  - Diane Ladd - Alice non abita più qui (Alice Doesn't Live Here Anymore)
  - Beatrice Arthur - Mame
  - Jennifer Jones - L'inferno di cristallo (The Towering Inferno)
  - Madeline Kahn - Frankenstein Junior (Young Frankenstein)
- 1976
  - Brenda Vaccaro - Una volta non basta (Jacqueline Susann's Once Is Not Enough)
  - Ronee Blakley - Nashville
  - Geraldine Chaplin - Nashville
  - Barbara Harris - Nashville
  - Lily Tomlin - Nashville
  - Lee Grant - Shampoo
- 1977
  - Katharine Ross - La nave dei dannati (Voyage of the Damned)
  - Piper Laurie - Carrie - Lo sguardo di Satana (Carrie)
  - Marthe Keller - Il maratoneta (Marathon Man)
  - Shelley Winters - Stop a Greenwich Village (Next Stop, Greenwich Village)
  - Bernadette Peters - L'ultima follia di Mel Brooks (Silent Movie)
  - Lee Grant - La nave dei dannati (Voyage of the Damned)
- 1978
  - Vanessa Redgrave - Giulia (Julia)
  - Quinn Cummings - Goodbye amore mio! (The Goodbye Girl)
  - Ann-Margret - Joseph Andrews
  - Joan Blondell - La sera della prima (Opening Night)
  - Lilia Skala - Roseland
  - Leslie Browne - Due vite, una svolta (The Turning Point)
- 1979
  - Dyan Cannon - Il paradiso può attendere (Heaven Can Wait)
  - Meryl Streep - Il cacciatore (The Deer Hunter)
  - Maureen Stapleton - Interiors
  - Mona Washbourne - Stevie
  - Carol Burnett - Un matrimonio (A Wedding)

### 1980
- 1980
  - Meryl Streep - Kramer contro Kramer (Kramer vs. Kramer)
  - Valerie Harper - Capitolo secondo (Chapter Two)
  - Jane Alexander - Kramer contro Kramer (Kramer vs. Kramer)
  - Kathleen Beller - Promises in the Dark (Promises in the Dark)
  - Candice Bergen - E ora: punto e a capo (Starting Over)
- 1981
  - Mary Steenburgen - Una volta ho incontrato un miliardario (Melvin and Howard)
  - Beverly D'Angelo - La ragazza di Nashville (Coal Miner's Daughter)
  - Lucie Arnaz - La febbre del successo - Jazz Singer (The Jazz Singer)
  - Cathy Moriarty - Toro scatenato (Raging Bull)
  - Debra Winger - Urban Cowboy
- 1982
  - Joan Hackett - Solo quando rido (Only When I Laugh)
  - Jane Fonda - Sul lago dorato (On Golden Pond)
  - Kristy McNichol - Solo quando rido (Only When I Laugh)
  - Mary Steenburgen - Ragtime
  - Maureen Stapleton - Reds
- 1983
  - Jessica Lange - Tootsie
  - Cher - Jimmy Dean, Jimmy Dean (Come Back to the Five and Dime, Jimmy Dean, Jimmy Dean)
  - Kim Stanley - Frances
  - Lainie Kazan - L'ospite d'onore (My Favorite Year)
  - Lesley Ann Warren - Victor Victoria
- 1984
  - Cher - Silkwood
  - Joanna Pacuła: - Gorky Park
  - Barbara Carrera - Agente 007 - Mai dire mai (Never Say Never Again)
  - Tess Harper - Tender Mercies - Un tenero ringraziamento (Tender Mercies)
  - Linda Hunt - Un anno vissuto pericolosamente (The Year of Living Dangerously)
- 1985
  - Peggy Ashcroft - Passaggio in India (A Passage to India)
  - Melanie Griffith - Omicidio a luci rosse (Body Double)
  - Drew Barrymore - Vertenza inconciliabile (Irreconcilable Differences)
  - Kim Basinger - Il migliore (The Natural)
  - Lesley Ann Warren - Songwriter - Successo alle stelle (Songwriter)
  - Christine Lahti - Swing Shift - Tempo di swing (Swing Shift)
  - Jacqueline Bisset - Sotto il vulcano (Under the Volcano)
- 1986
  - Meg Tilly - Agnese di Dio (Agnes of God)
  - Oprah Winfrey - Il colore viola (The Color Purple)
  - Sônia Braga - Il bacio della donna ragno (Kiss of the Spider Woman)
  - Anjelica Huston - L'onore dei Prizzi (Prizzi's Honor)
  - Amy Madigan - Due volte nella vita (Twice in a Lifetime)
  - Kelly McGillis - Witness - Il testimone (Witness)
- 1987
  - Maggie Smith - Camera con vista (A Room with a View)
  - Mary Elizabeth Mastrantonio - Il colore dei soldi (The Color of Money)
  - Linda Kozlowski - Mr. Crocodile Dundee (Crocodile Dundee)
  - Dianne Wiest - Hannah e le sue sorelle (Hannah and Her Sisters)
  - Cathy Tyson - Mona Lisa
- 1988
  - Olympia Dukakis - Stregata dalla luna (Moonstruck)
  - Anne Archer - Attrazione fatale (Fatal Attraction)
  - Norma Aleandro - Gaby - Una storia vera (Gaby - A True Story)
  - Vanessa Redgrave - Prick Up - L'importanza di essere Joe (Prick Up Your Ears)
  - Anne Ramsey - Getta la mamma dal treno (Throw Momma from the Train)
- 1989
  - Sigourney Weaver - Una donna in carriera (Working Girl)
  - Diane Venora - Bird
  - Barbara Hershey - L'ultima tentazione di Cristo (The Last Temptation of Christ)
  - Sônia Braga - Il dittatore del Parador in arte Jack (Moon Over Parador)
  - Lena Olin - L'insostenibile leggerezza dell'essere (The Unbearable Lightness of Being)

### 1990
- 1990
  - Julia Roberts - Fiori d'acciaio (Steel Magnolias)
  - Brenda Fricker - Il mio piede sinistro (My Left Foot)
  - Dianne Wiest - Parenti, amici e tanti guai (Parenthood)
  - Bridget Fonda - Scandal - Il caso Profumo (Scandal)
  - Laura San Giacomo - Sesso, bugie e videotape (Sex, Lies, and Videotape)
- 1991
  - Whoopi Goldberg - Ghost - Fantasma (Ghost)
  - Mary McDonnell - Balla coi lupi (Dances with Wolves)
  - Lorraine Bracco - Quei bravi ragazzi (Goodfellas)
  - Winona Ryder - Sirene (Mermaids)
  - Shirley MacLaine - Cartoline dall'inferno (Postcards From the Edge)
  - Diane Ladd - Cuore selvaggio (Wild at Heart)
- 1992
  - Mercedes Ruehl - La leggenda del re pescatore (The Fisher King)
  - Nicole Kidman - Billy Bathgate - A scuola di gangster (Billy Bathgate)
  - Juliette Lewis - Cape Fear - Il promontorio della paura (Cape Fear)
  - Jessica Tandy - Pomodori verdi fritti alla fermata del treno (Fried Green Tomatoes)
  - Diane Ladd - Rosa Scompiglio e i suoi amanti (Rambling Rose)
- 1993
  - Joan Plowright - Un incantevole aprile (Enchanted April)
  - Geraldine Chaplin - Charlot (Chaplin)
  - Miranda Richardson - Il danno (Damage)
  - Judy Davis - Mariti e mogli (Husbands and Wives)
  - Alfre Woodard - Amori e amicizie (Passion Fish)
- 1994
  - Winona Ryder - L'età dell'innocenza (The Age of Innocence)
  - Penelope Ann Miller - Carlito's Way
  - Rosie Perez - Fearless - Senza paura (Fearless)
  - Emma Thompson - Nel nome del padre (In the Name of the Father)
  - Anna Paquin - Lezioni di piano (The Piano)
- 1995
  - Dianne Wiest - Pallottole su Broadway (Bullets Over Broadway)
  - Robin Wright Penn - Forrest Gump
  - Kirsten Dunst - Intervista con il vampiro (Interview with the Vampire)
  - Sophia Loren - Prêt-à-Porter
  - Uma Thurman - Pulp Fiction
- 1996
  - Mira Sorvino - La dea dell'amore (Mighty Aphrodite)
  - Kathleen Quinlan - Apollo 13
  - Anjelica Huston - Tre giorni per la verità (The Crossing Guard)
  - Kate Winslet - Ragione e sentimento (Sense and Sensibility)
  - Kyra Sedgwick - Qualcosa di cui... sparlare (Something to Talk About)
- 1997
  - Lauren Bacall - L'amore ha due facce (The Mirror Has Two Faces)
  - Joan Allen - La seduzione del male (The Crucible)
  - Juliette Binoche - Il paziente inglese (The English Patient)
  - Marion Ross - Conflitti del cuore (The Evening Star)
  - Barbara Hershey - Ritratto di signora (The Portrait of a Lady)
  - Marianne Jean-Baptiste - Segreti e bugie (Secrets and Lies)
- 1998
  - Kim Basinger - L.A. Confidential
  - Julianne Moore - Boogie Nights - L'altra Hollywood (Boogie Nights)
  - Sigourney Weaver - Tempesta di ghiaccio (The Ice Storm)
  - Joan Cusack - In & Out
  - Gloria Stuart - Titanic
- 1999
  - Lynn Redgrave - Demoni e dei (Gods and Monsters)
  - Brenda Blethyn - Little Voice - È nata una stella (Little Voice)
  - Sharon Stone - Basta guardare il cielo (The Mighty)
  - Kathy Bates - I colori della vittoria (Primary Colors)
  - Judi Dench - Shakespeare in Love

### 2000
- 2000
  - Angelina Jolie - Ragazze interrotte (Girl, Interrupted)
  - Natalie Portman - La mia adorabile nemica (Anywhere But Here)
  - Cameron Diaz - Essere John Malkovich (Being John Malkovich)
  - Catherine Keener - Essere John Malkovich (Being John Malkovich)
  - Chloë Sevigny - Boys Don't Cry
  - Samantha Morton - Accordi e disaccordi (Sweet and Lowdown)
- 2001
  - Kate Hudson - Quasi famosi (Almost Famous)
  - Frances McDormand - Quasi famosi (Almost Famous)
  - Julie Walters - Billy Elliot
  - Judi Dench - Chocolat
  - Catherine Zeta-Jones - Traffic
- 2002
  - Jennifer Connelly - A Beautiful Mind
  - Helen Mirren - Gosford Park
  - Maggie Smith - Gosford Park
  - Marisa Tomei - In the Bedroom
  - Kate Winslet - Iris - Un amore vero (Iris)
  - Cameron Diaz - Vanilla Sky
- 2003
  - Meryl Streep - Il ladro di orchidee (Adaptation)
  - Kathy Bates - A proposito di Schmidt (About Schmidt)
  - Cameron Diaz - Gangs of New York
  - Queen Latifah - Chicago
  - Susan Sarandon - Igby Goes Down
- 2004
  - Renée Zellweger - Cold Mountain
  - Maria Bello - The Cooler
  - Patricia Clarkson - Schegge di April (Pieces of April)
  - Hope Davis - American Splendor
  - Holly Hunter - Thirteen - Tredici anni (Thirteen)
- 2005
  - Natalie Portman - Closer
  - Cate Blanchett - The Aviator
  - Laura Linney - Kinsey
  - Virginia Madsen - Sideways - In viaggio con Jack (Sideways)
  - Meryl Streep - The Manchurian Candidate
- 2006
  - Rachel Weisz - The Constant Gardener - La cospirazione (The Constant Gardener)
  - Scarlett Johansson - Match Point
  - Shirley Maclaine - In Her Shoes - Se fossi lei (In Her Shoes)
  - Frances McDormand - North Country
  - Michelle Williams - I segreti di Brokeback Mountain (Brokeback Mountain)
- 2007
  - Jennifer Hudson - Dreamgirls
  - Adriana Barraza - Babel
  - Rinko Kikuchi - Babel
  - Cate Blanchett - Diario di uno scandalo (Notes on a Scandal)
  - Emily Blunt - Il diavolo veste Prada (The Devil Wears Prada )
- 2008
  - Cate Blanchett - Io non sono qui (I'm Not There)
  - Julia Roberts - La guerra di Charlie Wilson (Charlie Wilson's War)
  - Saoirse Ronan - Espiazione (Atonement)
  - Amy Ryan - Gone Baby Gone
  - Tilda Swinton - Michael Clayton
- 2009
  - Kate Winslet - The Reader - A voce alta (The Reader)
  - Amy Adams - Il dubbio (Doubt)
  - Viola Davis - Il dubbio (Doubt)
  - Penélope Cruz - Vicky Cristina Barcelona
  - Marisa Tomei - The Wrestler

### 2010
- 2010
  - Mo'Nique - Precious
  - Penélope Cruz - Nine
  - Vera Farmiga - Tra le nuvole (Up in the Air)
  - Anna Kendrick - Tra le nuvole (Up in the Air)
  - Julianne Moore - A Single Man
- 2011
  - Melissa Leo - The Fighter
  - Amy Adams - The Fighter
  - Helena Bonham Carter - Il discorso del re (The King's Speech)
  - Mila Kunis - Il cigno nero (Black Swan)
  - Jacki Weaver - Animal Kingdom
- 2012
  - Octavia Spencer - The Help
  - Bérénice Bejo - The Artist
  - Jessica Chastain - The Help
  - Janet McTeer - Albert Nobbs
  - Shailene Woodley - Paradiso amaro (The Descendants)
- 2013
  - Anne Hathaway - Les Misérables
  - Amy Adams - The Master
  - Sally Field - Lincoln
  - Helen Hunt - The Sessions - Gli incontri (The Sessions)
  - Nicole Kidman - The Paperboy
- 2014
  - Jennifer Lawrence - American Hustle - L'apparenza inganna (American Hustle)
  - Sally Hawkins - Blue Jasmine
  - Lupita Nyong'o - 12 anni schiavo (12 Years a Slave)
  - Julia Roberts - I segreti di Osage County (August: Osage County)
  - June Squibb - Nebraska
- 2015
  - Patricia Arquette - Boyhood
  - Jessica Chastain - 1981: Indagine a New York (A Most Violent Year)
  - Keira Knightley - The Imitation Game
  - Emma Stone - Birdman
  - Meryl Streep - Into the Woods
- 2016
  - Kate Winslet - Steve Jobs
  - Jane Fonda - Youth - La giovinezza (Youth)
  - Jennifer Jason Leigh - The Hateful Eight
  - Helen Mirren - L'ultima parola - La vera storia di Dalton Trumbo (Trumbo)
  - Alicia Vikander - Ex Machina
- 2017
  - Viola Davis - Barriere (Fences)
  - Naomie Harris - Moonlight
  - Nicole Kidman - Lion - La strada verso casa (Lion)
  - Octavia Spencer - Il diritto di contare (Hidden Figures)
  - Michelle Williams - Manchester by the Sea
- 2018
  - Allison Janney - Tonya (I, Tonya)
  - Mary J. Blige - Mudbound
  - Hong Chau - Downsizing - Vivere alla grande (Downsizing)
  - Laurie Metcalf - Lady Bird
  - Octavia Spencer - La forma dell'acqua - The Shape of Water (The Shape of Water)
- 2019
  - Regina King - Se la strada potesse parlare (If Beale Street Could Talk)
  - Amy Adams - Vice - L'uomo nell'ombra (Vice)
  - Claire Foy - First Man - Il primo uomo (First Man)
  - Emma Stone - La favorita (The Favourite)
  - Rachel Weisz - La favorita (The Favourite)

### 2020
- 2020
  - Laura Dern - Storia di un matrimonio (Marriage Story)
  - Kathy Bates - Richard Jewell
  - Annette Bening - The Report
  - Jennifer Lopez - Le ragazze di Wall Street - Business Is Business (Hustlers)
  - Margot Robbie - Bombshell - La voce dello scandalo (Bombshell)
- 2021
  - Jodie Foster - The Mauritanian
  - Glenn Close - Elegia americana (Hillbilly Elegy)
  - Olivia Colman - The Father
  - Amanda Seyfried - Mank
  - Helena Zengel - Notizie dal mondo (News of the World)
- 2022
  - Ariana DeBose - West Side Story
  - Caitríona Balfe - Belfast
  - Kirsten Dunst - Il potere del cane (The Power of the Dog)
  - Aunjanue Ellis - Una famiglia vincente - King Richard (King Richard)
  - Ruth Negga - Due donne - Passing (Passing)
- 2023
  - Angela Bassett - Black Panther: Wakanda Forever
  - Kerry Condon - Gli spiriti dell'isola (The Banshees of Inisherin)
  - Jamie Lee Curtis - Everything Everywhere All At Once
  - Dolly de Leon - Triangle of Sadness
  - Carey Mulligan - Anche io (She Said)
- 2024
  - Da'Vine Joy Randolph – The Holdovers - Lezioni di vita (The Holdovers)
  - Emily Blunt – Oppenheimer
  - Danielle Brooks – Il colore viola (The Color Purple)
  - Jodie Foster – Nyad - Oltre l'oceano (Nyad)
  - Julianne Moore – May December
  - Rosamund Pike – Saltburn
- 2025
  - Zoe Saldana – Emilia Pérez
  - Selena Gomez – Emilia Pérez
  - Ariana Grande – Wicked
  - Felicity Jones – The Brutalist
  - Margaret Qualley – The Substance
  - Isabella Rossellini – Conclave